# Кнудсен, Кристиан Хольтерман
Кристиан Хольтерман Кнудсен (норв. Christian Holtermann Knudsen; 15 июля 1845, Берген — 21 апреля 1929) — норвежский политик, журналист, деятель рабочего социалистического движения Норвегии, депутат парламента. 

## Биография
Сын бондаря. По профессии печатник. Получил профильное образование в 1865 году и работал в нескольких типографиях Кристиании (особенно долго в еженедельной газете Almuevennen). 
В 1872 году он был одним из основателей профсоюза типографов (Oslo Typografiske Forening). Он возглавлял эту организацию в 1876—1878, 1879—1882, в 1883—1885 год, а в 1883 году стал одним из основателей первого профсоюзного центра в Норвегии — Центрального комитета профессиональных союзов (Fagforeningernes Centralkomité). 
В 1884 году Кнудсен основал рабочую газету Vort Arbeide («Наш труд», ныне Dagsavisen), что привело к увольнению Кнудсена из Almuevennen. В 1885 году он основал Социал-демократический союз (Socialdemokratisk Forening), который формально взял на себя управление газетой, название которой было изменено на Social-Demokraten («Социал-демократ») в 1886 году. Кнудсен возвращался к роли её редактора в 1892—1893 годах. 
В своей типографии Кнудсен также опубликовал несколько книг, многие из которых были запрещены, как роман Ханса Хенрика Йегера «Из жизни богемы Кристиании», автор которой даже получил тюремный срок. Кнудсен также был приговорён к одиннадцати дням тюремного заключения за публикацию статьи о контрацепции. Тем не менее, в 1895 году он стал официальным печатником почтовых марок. 
В августе 1887 года был одним из основателей Норвежской рабочей партии (НРП), изначально включавшей (подобно инициировавшим её профсоюзам) как социалистические (вроде Кнудсена), так и несоциалистические элементы. В 1887—1918 и 1920—1924 годах — член её Центрального правления, в 1889—1890 и 1900—1903 годах — лидер партии.
С 1899 по 1926 год он был членом городского совета Кристиании. Заседал в в норвежском парламенте (Стортинге) в 1906—1915 годах: впервые был избран в 1906 году, затем был переизбран в 1909 и 1912 годах. В течение первых двух сроков он был лидером партийной фракции в Стортинге. 
Кнудсен был заместителем члена Норвежского Нобелевского комитета с 1913 года. Боролся против националистического правого уклона в НРП. В 1909—1918 годах – председатель НРП, выступал с оппортунистических позиций. Его руководство потерпело поражение на съезде 1918 года, когда верх взяло радикальное левое крыло, возглавляемое Кюрре Греппом и Мартином Транмелем. Кнудсен покинул центральный комитет, но вернулся в году и не последовал за правореформистскими откольниками, сформировавшими Социал-демократическую рабочую партию в 1921 году. В 1923 году название газеты Social-Demokraten было снова изменено на Arbeiderbladet («Рабочая газета»), и она стала главным органом Рабочей партии.  
В последние годы жизни активной политической роли не играл.